# Тарту (волость, 2017)
Та́рту (эст. Tartu) — волость в Эстонии, в составе уезда Тартумаа. Образована в 2017 году. Административный центр — посёлок Кырвекюла.

## География
Волость расположена в юго-восточной части Эстонии. Бо́льшая часть территории волости находится в зоне природного парка Вооремаа. Через волость протекает река Амме. На территории волости находится 5 озёр – Саадъярв, Сойтсъярв, Элиствере, Кайавере, Райгаствере, которые входят в природоохранную сеть Натура 2000. C 2013 года входящий в состав волости остров Пийрисаар является частью заповедника Пейпсивеэре.
Площадь волости — 741,85 км², плотность населения на 1 января 2024 году составила 17,4 чел/км².

## История
Волость Тарту была образована 24 октября 2017 года в результате административно-территориальной реформы путём объединения волости Табивере уезда Йыгевамаа и волостей Лаэва, Пийриссааре и Тарту. Административным центром волости является посёлок Кырвекюла.

## Символика
Герб: На серебристом щите синий цветок василька с шестью лепестками и синяя горизонтальная волнистая полоса. В центре цветка золотистый круг.

Флаг: на белом прямоугольном полотне синий цветок василька с шестью лепестками и жёлтой круглой серединой, под ним синяя горизонтальная волнистая полоса. Синяя полоса находится на высоте 1,5 единиц от нижнего края флага и имеет ширину 0,5 единиц. Нормальные размеры флага 100 x 150 см, соотношение ширины и длины 2 : 3
Шесть лепестков василька отсылают к тому, что изначально волость Тарту была составлена из бывших волостей Раади, Соотага, Таммисту, Тарту, Веснери и Экси. Золотистая сердцевина цветка символизирует богатство и культуру Эстонии. Синяя волнистая полоса обозначает реку Амме и озеро Саадъярв.
Автор символики Иво-Манфред Ребане (Ivo-Manfred Rebane). Символика принята в использование 2 июня 1994 года.

## Население
По данным Регистра народонаселения, по состоянию на 1 января 2018 года в волости проживали 10 687 человек (из них 1491 человек или 14 % — люди с ограниченными возможностями), в том числе: дети — 2472 (из них дети с ограниченными возможностями 141 человек или 6 %), лица трудоспособного возраста — 6674 (из них люди с ограниченными способностями — 591 человек или 9 %) и пенсионеры — 1541 (из них 677 или 44 % — люди с ограниченными возможностями).

## Населённые пункты
В составе волости Тарту 6 посёлков и 71 деревня.

Городской посёлок: Раади.

Посёлки: Вазула, Вахи, Кырвекюла, Ляхте, Табивере, Экси.

Деревни: Аовере, Арупяэ, Валгма, Валмаотса, Веду, Веснери, Вийдике, Вилуссааре, Вольди, Выйбла, Вяэгвере, Вяэниквере, Игавере, Йыуза, Кайавере, Кайтсемыйза, Кассема, Кастли, Кикивере, Кобрату, Кооги, Кукулинна, Кыдукюла, Кыннуйыэ, Кырендузе, Кямара, Кяревере, Кяркна, Кяркси, Кюкитая, Лаэва, Ламмику, Лилу, Ломби, Маарья-Магдалеэна, Марамаа, Метсанука, Мёллатси, Нигула, Ныэла, Отслава, Патасте, Пийри, Пупаствере, Пухталейва, Райгаствере, Рейну, Саадъярве, Сааре, Салу, Сепа, Синикюла, Сойтсъярве, Соотага, Сортси, Соэкюла, Соямаа, Таабри, Таммисту, Тила, Тооламаа, Тоони, Торми, Ухманду, Хаава, Ыванурме, Ыви, Элиствере, Эрала, Юула.

## Статистика
Данные Департамента статистики Эстонии о волости Тарту:

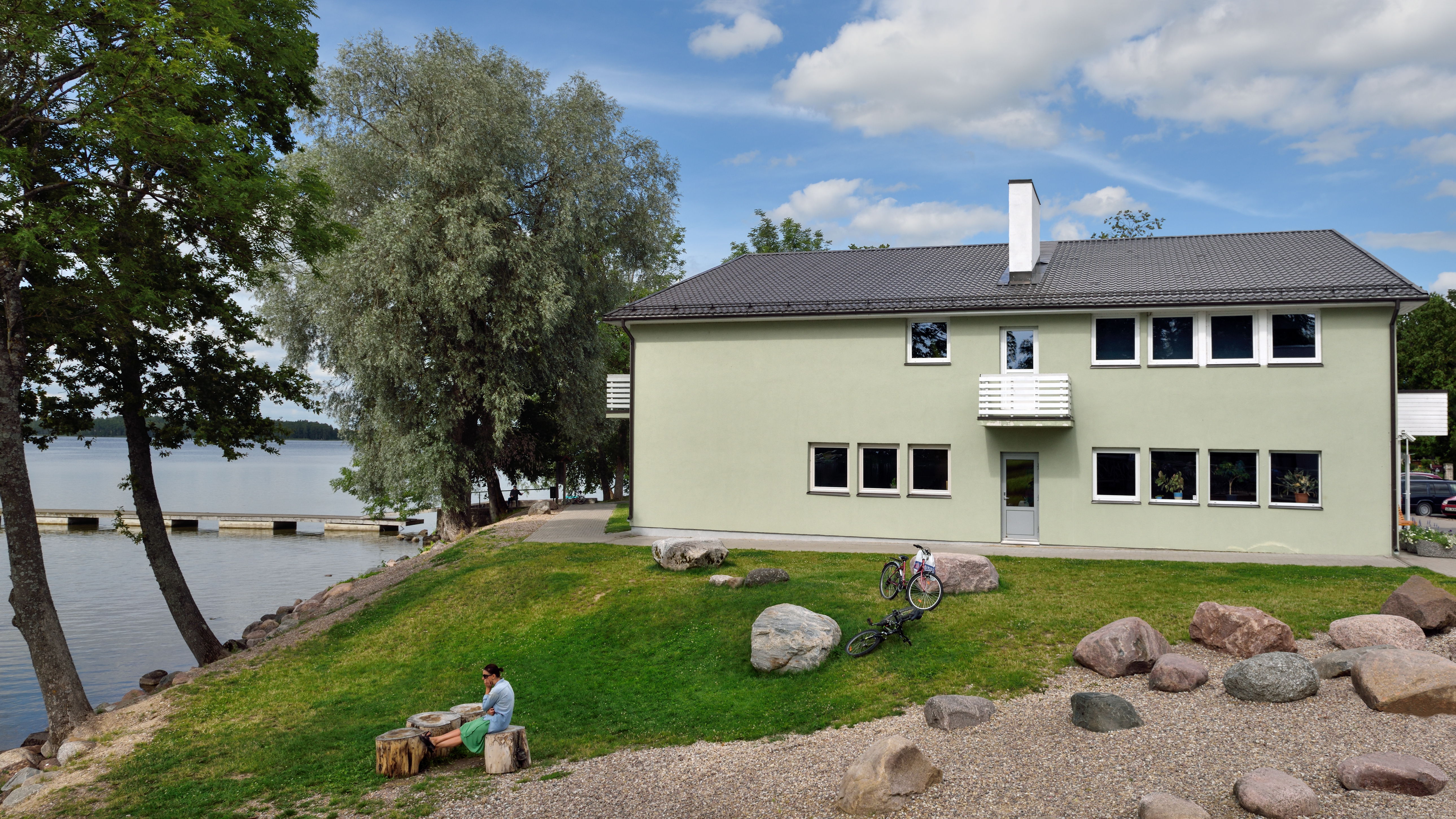
Деревня Экси

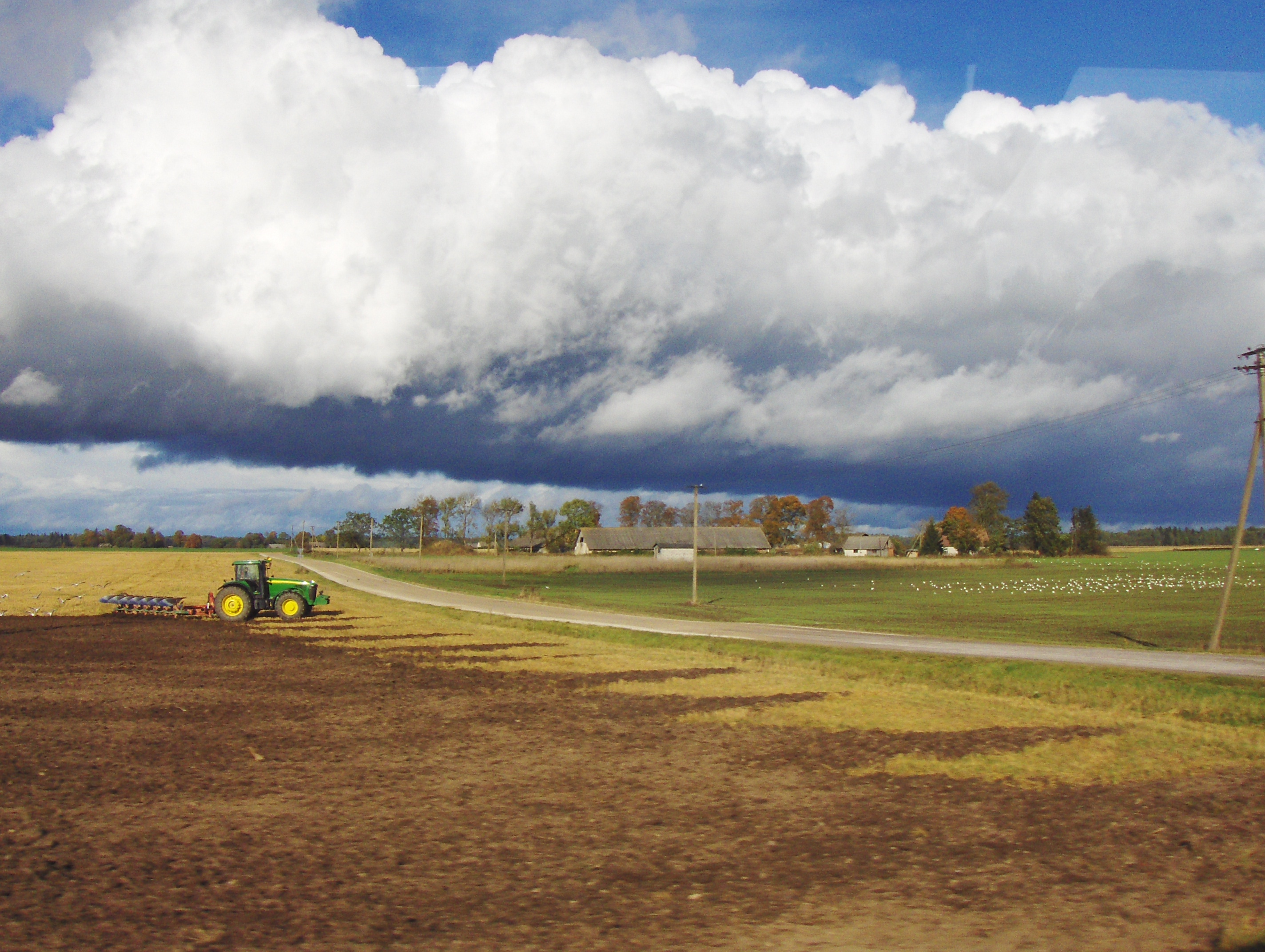
У деревни Валмаотса

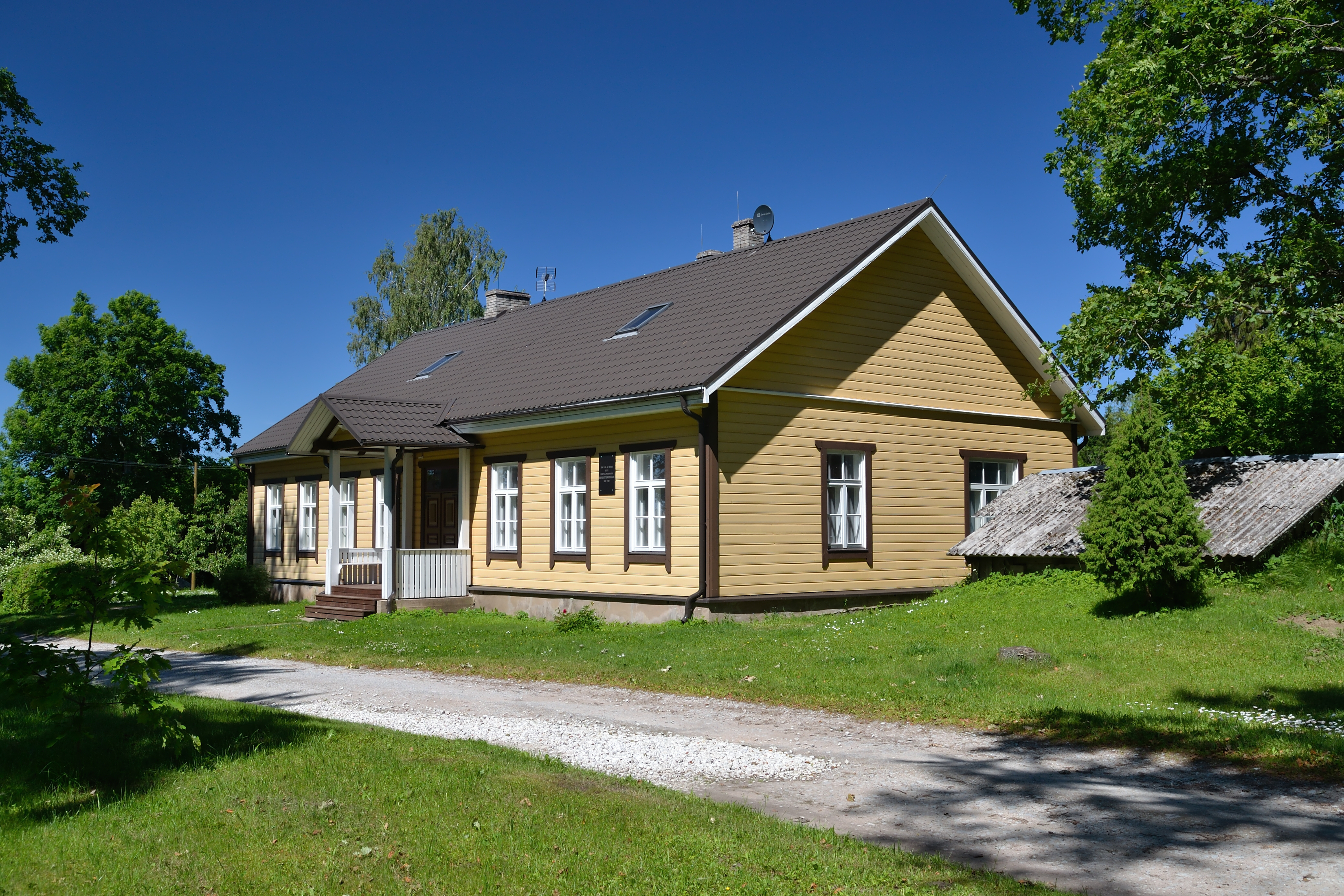
Бывшая школа в деревне Вяэгвере

Число жителей на 1 января каждого года:
| Год  | 2015 | 2016   | 2017     | 2018     | 2019     | 2020     | 2021    | 2022     | 2023     | 2024     |
| ---- | ---- | ------ | -------- | -------- | -------- | -------- | ------- | -------- | -------- | -------- |
| Чел. | 9739 | ↗ 9951 | ↗ 10 233 | ↗ 10 536 | ↗ 10 810 | ↗ 11 162 | ↗ 11539 | ↗ 11 729 | ↗ 12 420 | ↗ 12 941 |

Число рождений (живорождённых):
| Год  | 2016 | 2017  | 2018  | 2019  | 2020  | 2021  | 2022  | 2023  |
| ---- | ---- | ----- | ----- | ----- | ----- | ----- | ----- | ----- |
| Чел. | 167  | ↘ 153 | ↗ 184 | ↗ 193 | ↘ 170 | ↗ 207 | ↘ 182 | ↘ 170 |

Число умерших:
| Год  | 2015 | 2016 | 2017 | 2018 | 2019  | 2020  | 2021  | 2022 | 2023 |
| ---- | ---- | ---- | ---- | ---- | ----- | ----- | ----- | ---- | ---- |
| Чел. | 107  | ↘ 83 | ↗ 95 | ↘ 84 | ↗ 111 | ↘ 105 | ↗ 126 | ↘ 80 | ↘ 72 |

Зарегистрированные безработные*:
| Год  | 2015 | 2016 | 2017 | 2018 | 2019 | 2020 | 2021 | 2022 | 2023 |
| ---- | ---- | ---- | ---- | ---- | ---- | ---- | ---- | ---- | ---- |
| Чел. | 195  | 156  | 171  | 196  | 227  | 263  | 406  | 322  | 406  |

*2015—2019 годы — среднегодовое число, с 2020 года — на 1 января.
Средняя брутто-зарплата работника:
| Год  | 2015 | 2016   | 2017   | 2018   | 2019   | 2020   | 2021   | 2022   |
| ---- | ---- | ------ | ------ | ------ | ------ | ------ | ------ | ------ |
| Евро | 985  | ↗ 1067 | ↗ 1143 | ↗ 1244 | ↗ 1336 | ↗ 1412 | ↗ 1512 | ↗ 1652 |

В 2019 году волость Тарту стояла на 19 месте по величине средней брутто-зарплаты работника среди 79 муниципалитетов Эстонии.
Число учеников в школах:
| Год  | 2015 | 2016   | 2017   | 2018   | 2019   | 2020   | 2021   | 2022   | 2023   | 2024   |
| ---- | ---- | ------ | ------ | ------ | ------ | ------ | ------ | ------ | ------ | ------ |
| Чел. | 1012 | ↗ 1079 | ↗ 1123 | ↗ 1172 | ↗ 1219 | ↗ 1264 | ↗ 1326 | ↗ 1388 | ↗ 1448 | ↗ 1488 |

## Инфраструктура

### Образование
По состоянию на 2020 года в волости работали 6 детских садов: в Кырвекюла, Ляхте, Табивере, Марья-Магдалеена и 2 детсада в Раади. Основное образование дают 5 школ: основная школа Кырвекюла, основная школа Лаэва, общая гимназия Ляхте, основная школа Табивере и основная школа имени Й. В. Вески в Маарья-Магдалеэна.

### Медицина и социальное обеспечение
Первичные медицинские услуги в волости оказывают 4 центра семейных врачей: в Табивере, Маарья-Мадалеэна, Лаэва и Ляхте. Услуги стоматолога предоставляются в Ляхте и Лаэва. Работает 2 аптеки: в посёлках Табивере и Ляхте.
В Табивере действует Социальный центр, при котором работает дом по уходу на 32 места. В деревне Таммисту есть трёхкомнатная социальная квартира на трёх человек с открытой кухней (построена в 2006 году) и четырёхкомнатная социальная квартира на четырёх человек (готова в 2007 году). В деревне Ыванурме находится социальный дом с шестью квартирами со всеми удобствами. В деревне Отслава есть две трёхкомнатные социальные квартиры, в деревне Кооги одна трёхкомнатная квартира и в Табивере четырёхкомнатная социальная квартира. В 2017 году было завершено строительство социального дома в Лаэва.

### Культура, досуг и спорт

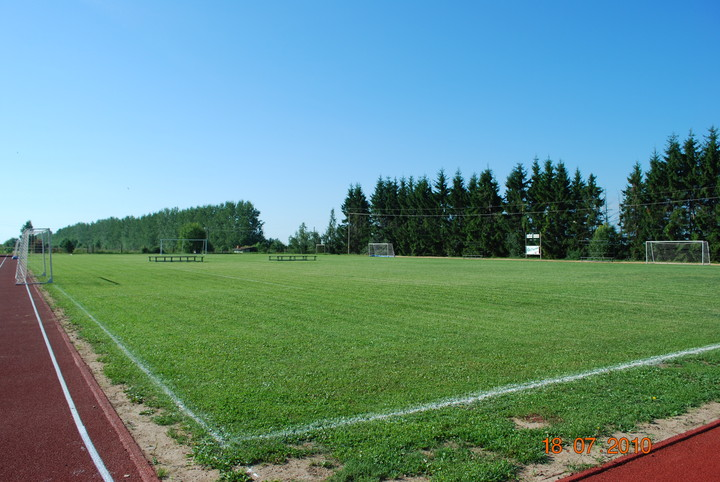
Новый стадион футбольного клуба «FC Tabivere»

В волости работает 11 библиотек и при них — общественные Интернет-пункты. Действует 3 молодёжных центра: в Лаэва, Табивере и Маарья-Магдалеэна. В остальных регионах услуги по работе с молодёжью оказывает некоммерческая организация Noored Toredate Mõtetega (с эстонского — «Молодые с прекрасными мыслями»).
В 1998 году в волости была основана музыкальная школа, которая действует в Кырвекюла и Ляхте. В 2011 году при основной школе Табивере начала работу Школа по интересам, предшественником которой был Табивереский филиал Тартуской музыкальной школы имени Хейно Эллера.
В волости действуют: Организация успешных детей (Edukate Laste Organisatsioon), организация для девочек Kodutütred, молодёжный клуб GETA, скаутское движение, Молодёжный совет. Работают 3 Народных дома: в Лаэва, Табивере и Маарья-Магдалеэна. В Народном доме Маарья-Магдалеэна действуют такие самодеятельные коллективы, как театр Wiera Teater, эстрадный кружок, смешанный хор, кружок танца Лайн-дэнс, танцевальный кружок для пожилых людей, женский ансамбль, кружок рукоделия, кружок бриджа.
С 2005 года работает спортшкола волости Тарту, в которой есть возможность заниматься семью спортивными дисциплинами. В Экси с 1999 года действует Мотоклуб для детей и молодёжи. В парке Табивере есть возможность играть в диск-гольф. На озере Саадъярв работает яхтклуб. В волости проводится большое число спортивных мероприятий: республиканские уездные и межволостные зимние и летние игры, соревнования по парусному спорту (в т. ч. международные) и др. Известные культурные мероприятия: Amme Rock, Saadjärve festival, конкурс музыкантов-исполнителей на духовых и ударных инструментах имени Д. О. Виркхауса, Vudila Hõbekala и др.

### Транспорт
Протяжённость дорог в волости около 705 км, из них местные дороги — 425 км. Через волость проходит четыре важных транспортных коридора: основное шоссе № 2 Таллин—Тарту—Выру—Лухамаа, основное шоссе № 4 Йыхви—Тарту—Валга, шоссе № 39 Тарту—Йыгева—Аравете и железная дорога Тарту—Таллин. Через волость проходят линии междугородних автобусов Тарту—Таллин, Тарту—Йыгева и Тарту—Йыхви, а также внутриволостные автобусные маршруты. Есть несколько школьных автобусных линий. С островом Пийрисаар обеспечивается водное сообщение из порта Лааксааре, регулярная линия работает в свободный ото льда период. При замерзании острова для сообщения с Пийрисааром используются суда на воздушной подушке или мотосани.

### Жилая среда
В самых крупных населённых пунктах волости есть центральное водоснабжение. Больша́я часть населения использует низкие индивидуальные глиняные колодцы, куда поступают поверхностные воды. Существенных проблем с телефонной связью и телекоммуникациями в волости нет. Все волостные учреждения имеют постоянное Интернет-соединение. В посёлке Табивере круглосуточно дежурит профессиональная спасательная команда, добровольные спасательные команды есть в Лаэва и на острове Пийрисаар. Некоторые регионы волости и многоквартирные дома присоединились к движению «Соседский дозор». В целом, волость Тарту безопасная, тяжёлые преступления против личности случаются редко.

## Экономика
По данным Департамента статистики 94 % предприятий волости — это микропредприятия (численность работников менее 10). Основные виды деятельности: скотоводство, выращивание зерновых культур, садоводство, химическая промышленность, машиностроение, деревообработка, строительство. На развитие предпринимательства благотворно влияет близость волости к городу Тарту и стремление предприятий выносить производство за пределы городских центров.
Крупнейшие работодатели волости по состоянию на 31 декабря 2019 года:

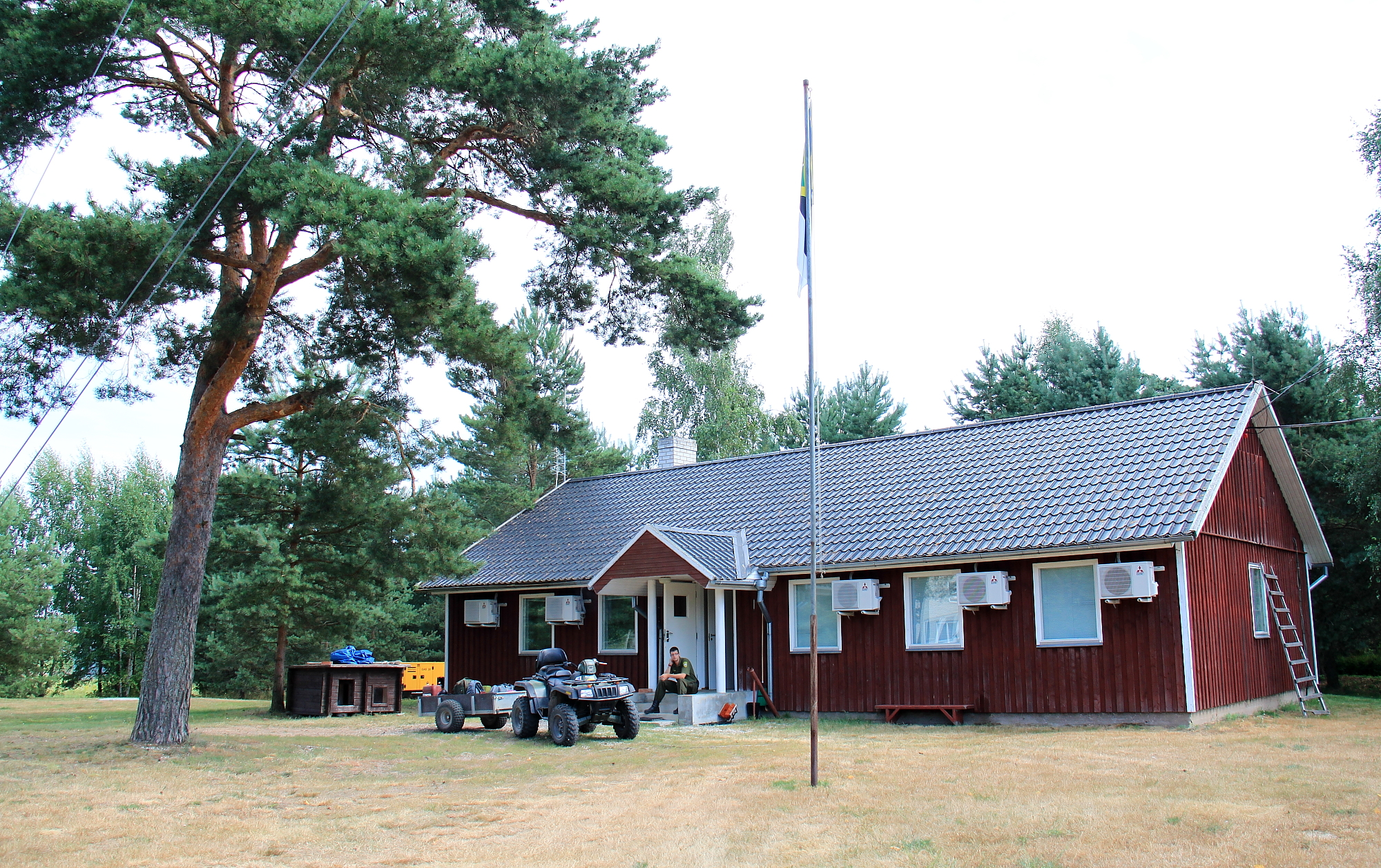
Пограничный кордон на острове Пийрисаар

| Предприятие/организация | Вид деятельности                                                     | Численность работников |
| ----------------------- | -------------------------------------------------------------------- | ---------------------- |
| Tartu Vallavalitsus     | Волостная управа, орган государственного управления                  | 151                    |
| Tartu Terminal AS       | Оптовая торговля моторным топливом                                   | 139                    |
| Mayeri Industries AS    | Производство мыла и моющих средств, чистящих и полирующих препаратов | 102                    |
| Arens AS                | Производство кухонной мебели                                         | 99                     |
| Baltic Connections OÜ   | Производство складных деревянных строений и их элементов             | 76                     |
| Same OÜ                 | Производство сельскохозяйственной и лесохозяйственной техники        | 73                     |

## Достопримечательности
Памятники культуры:

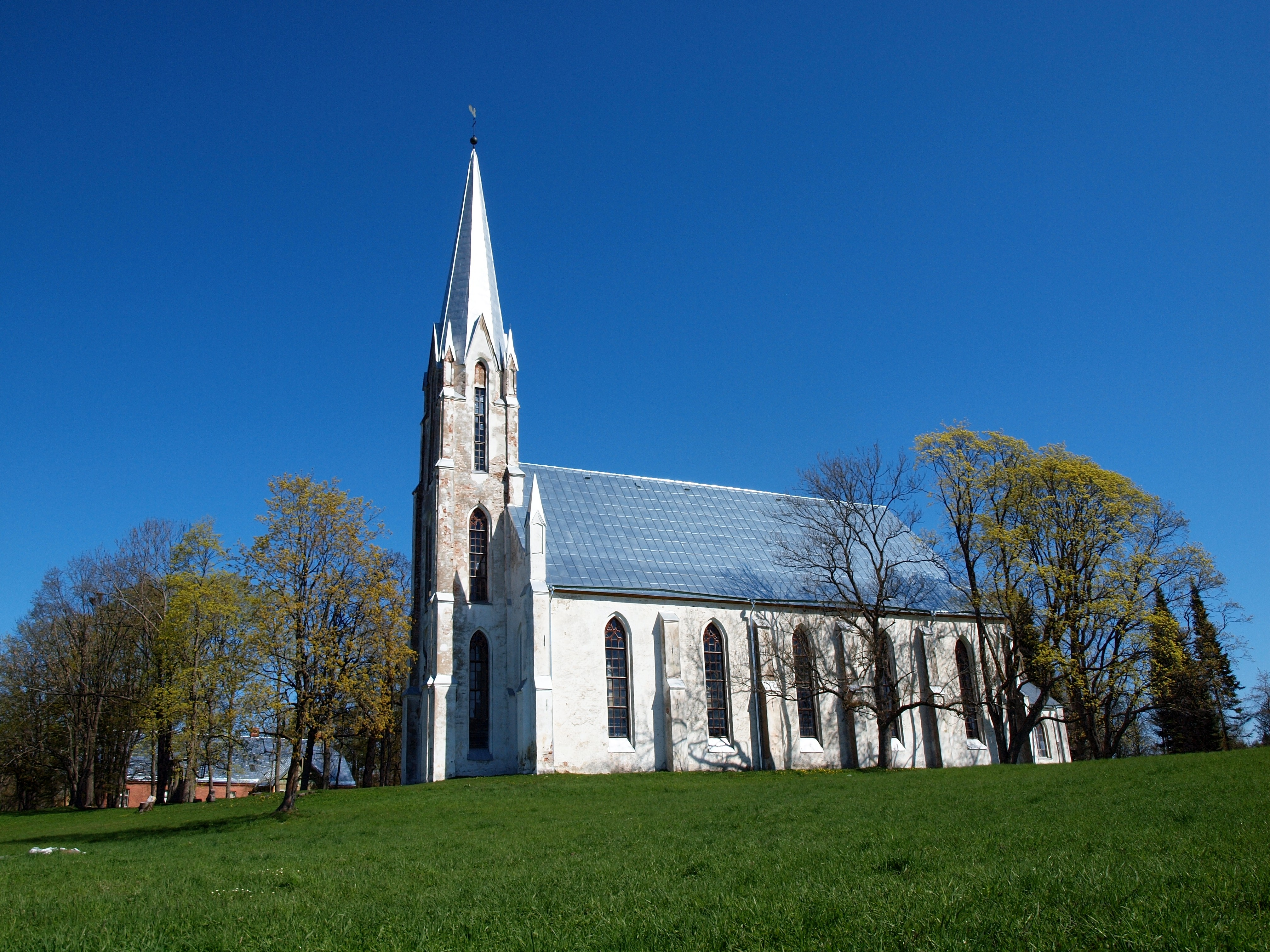
Церковь Марии Магдалины

- церковь Святого Андрея в Экси; приход впервые упомянут в 1443 году; многократно горела, была разрушена и восстановлена; нынешний облик церкви относится к 1887—1889 годам;
- церковь Марии Магдалины, впервые упомянута в 1380 году, реконструирована в 1885—1887 годах;
- мыза Таммист (Таммисту), основана в начале XVIII века, главное здание мызы в стиле позднего классицизма возведено в середине XIX века;
- мыза Куккулин (Кукулинна); деревянный господский дом в стиле историзма построен в XIX веке;
- мыза Садиерв (Саадъярве); впервые упомянута в 1557 году, главное здание в стиле классицизма построено на рубеже XVIII—XIX столетий;
- памятник Эстонской освободительной войне в деревне Вольди.

Другие достопримечательности:
- православная церковь апостолов Петра и Павла на острове Пийрисаар; не действующая (нет прихода);
- зоопарк Элиствере, основан в 1997 году в сердце бывшей мызы Элиствере (главное здание мызы не сохранилось);
- «Страна игр Вудила» (эст. «Vudila Mängumaa») в деревне Кайавере, открыта в 2010 году;
- тематический парк «Центр ледникового периода», уникальный центр посещений во всей Прибалтике. Открыт в 2012 году. Здесь можно увидеть доисторических животных в натуральный размер и то, как развивалась природа мира и Эстонии[24];
- дом-музей староверов на острове Пийрисаар, открыт в 2016 году;
- комната-музей финских солдат в Экси. Открыт в 2002 году по инициативе и при поддержке Объединения военных ветеранов Финляндии, волостной управы Тарту и финского государства. Знакомит с историей сражений на территории Финляндии и Эстонии во время Второй мировой войны. В музее находятся макет сражений, проходивших в уездах Йыгевамаа и Тартумаа, обмундирование финских солдат, их оружие, награды, личные предметы и фотографии, а также военный бункер[25].

## Галерея

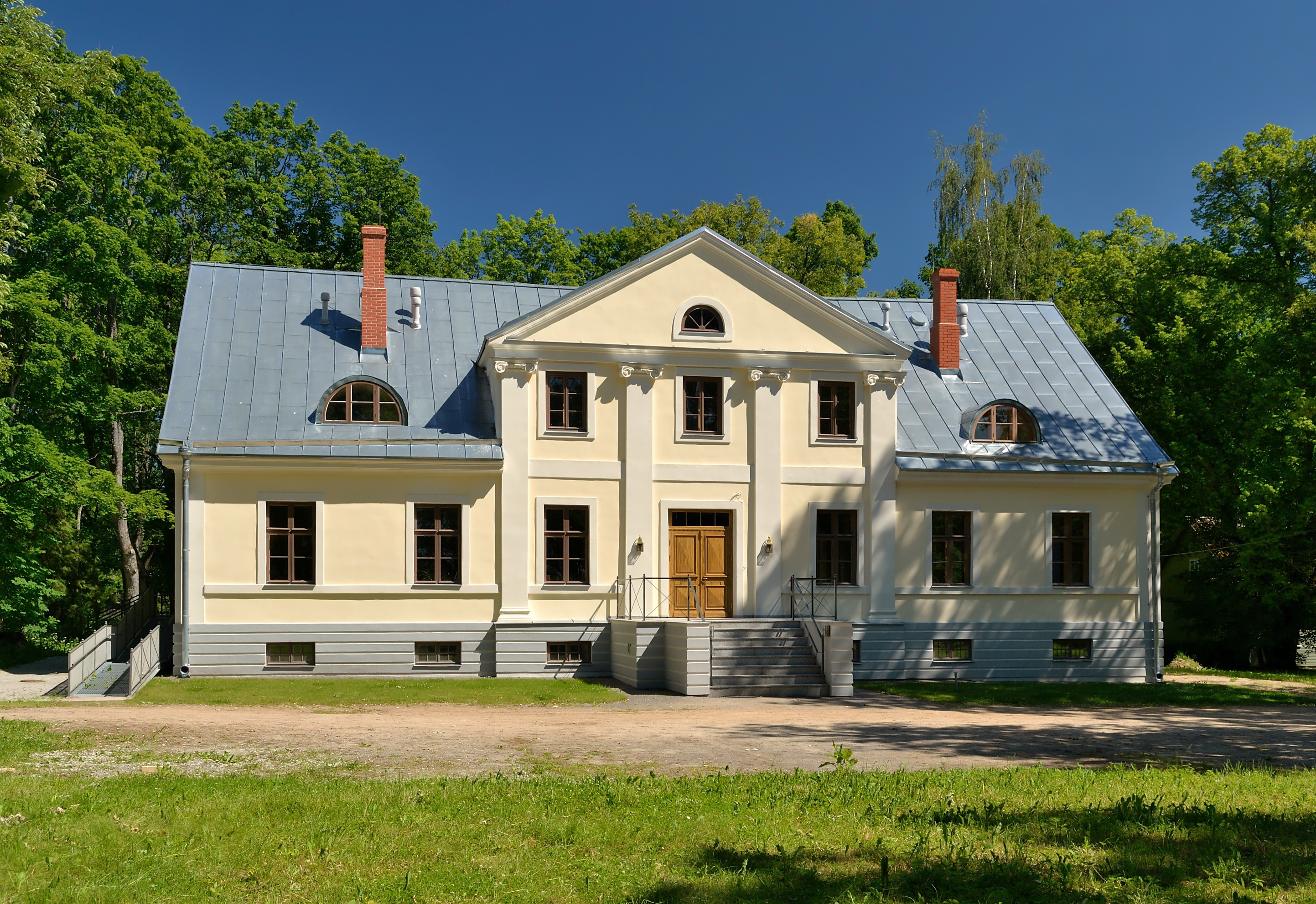
Главное здание мызы Таммист (Таммисту)
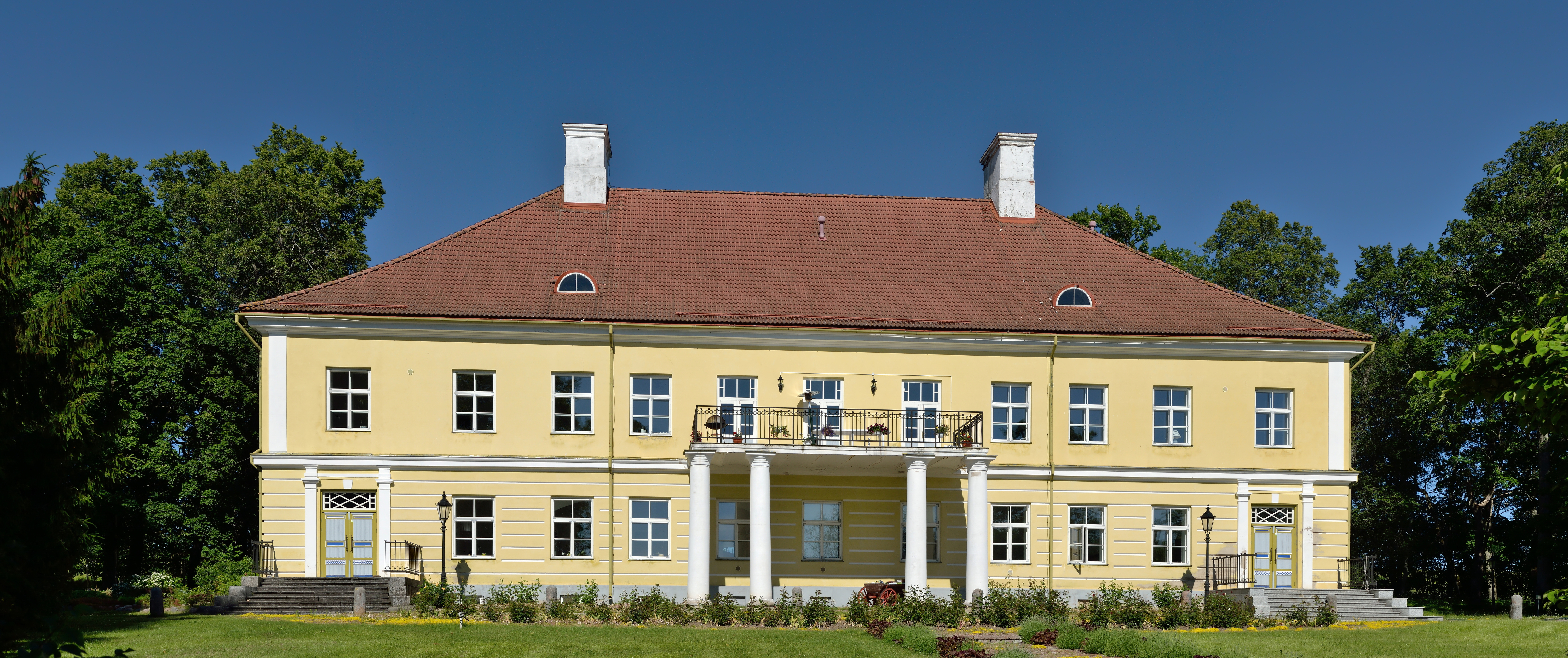
Главное здание мызы Садиерв (Саадъярве)
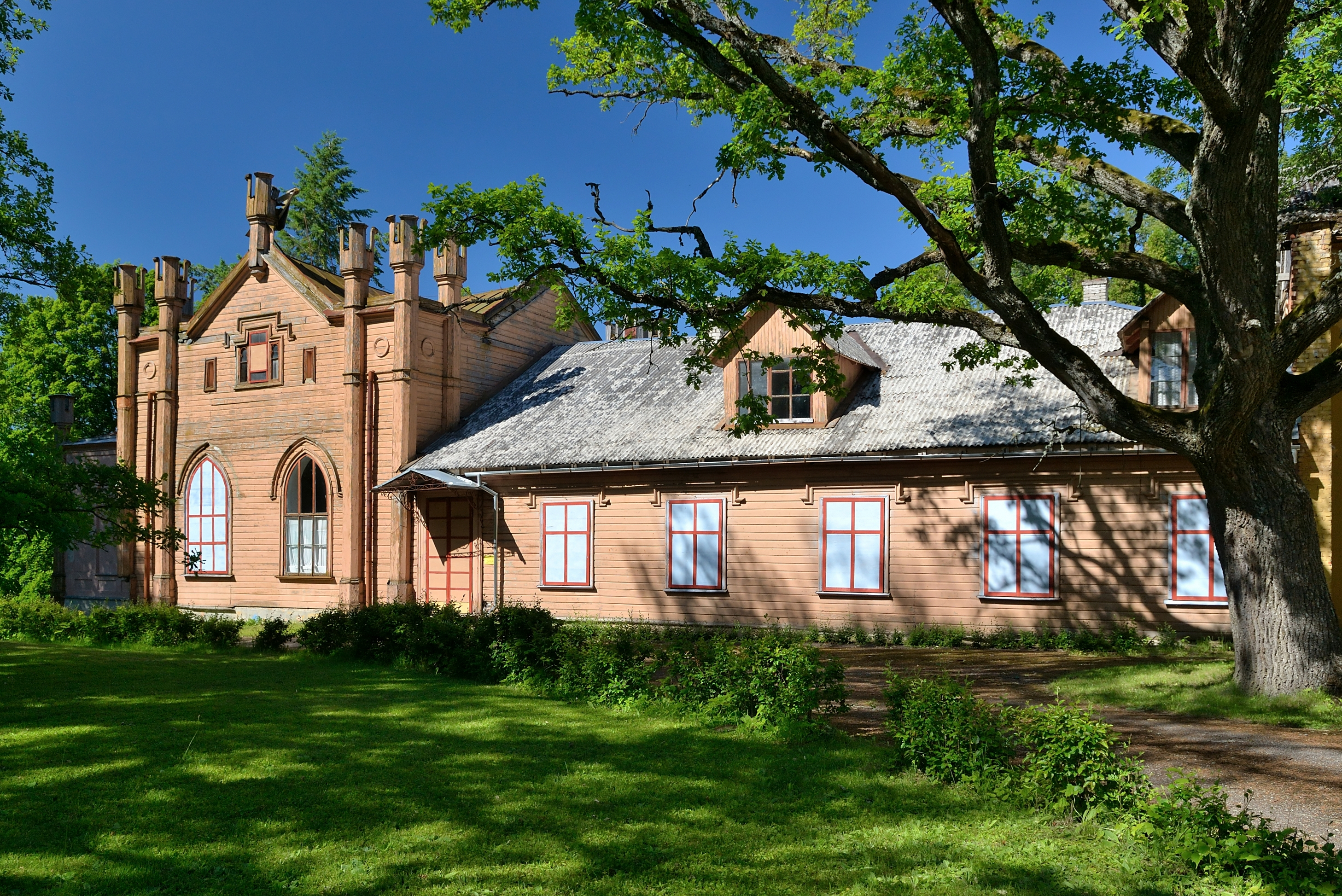
Главное здание мызы Куккулин (Кукулинна)
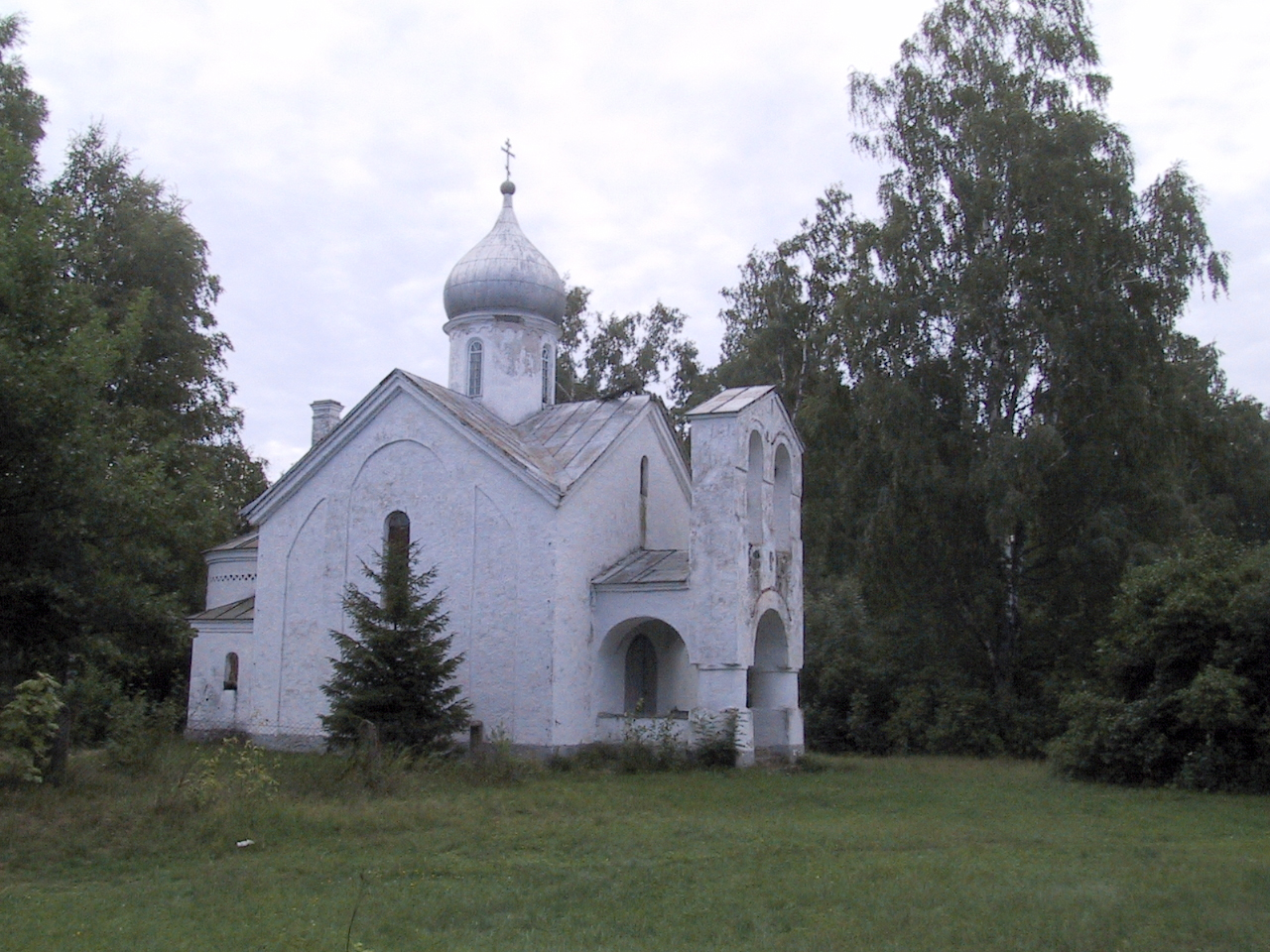
Православная церковь на острове Пийрисаар
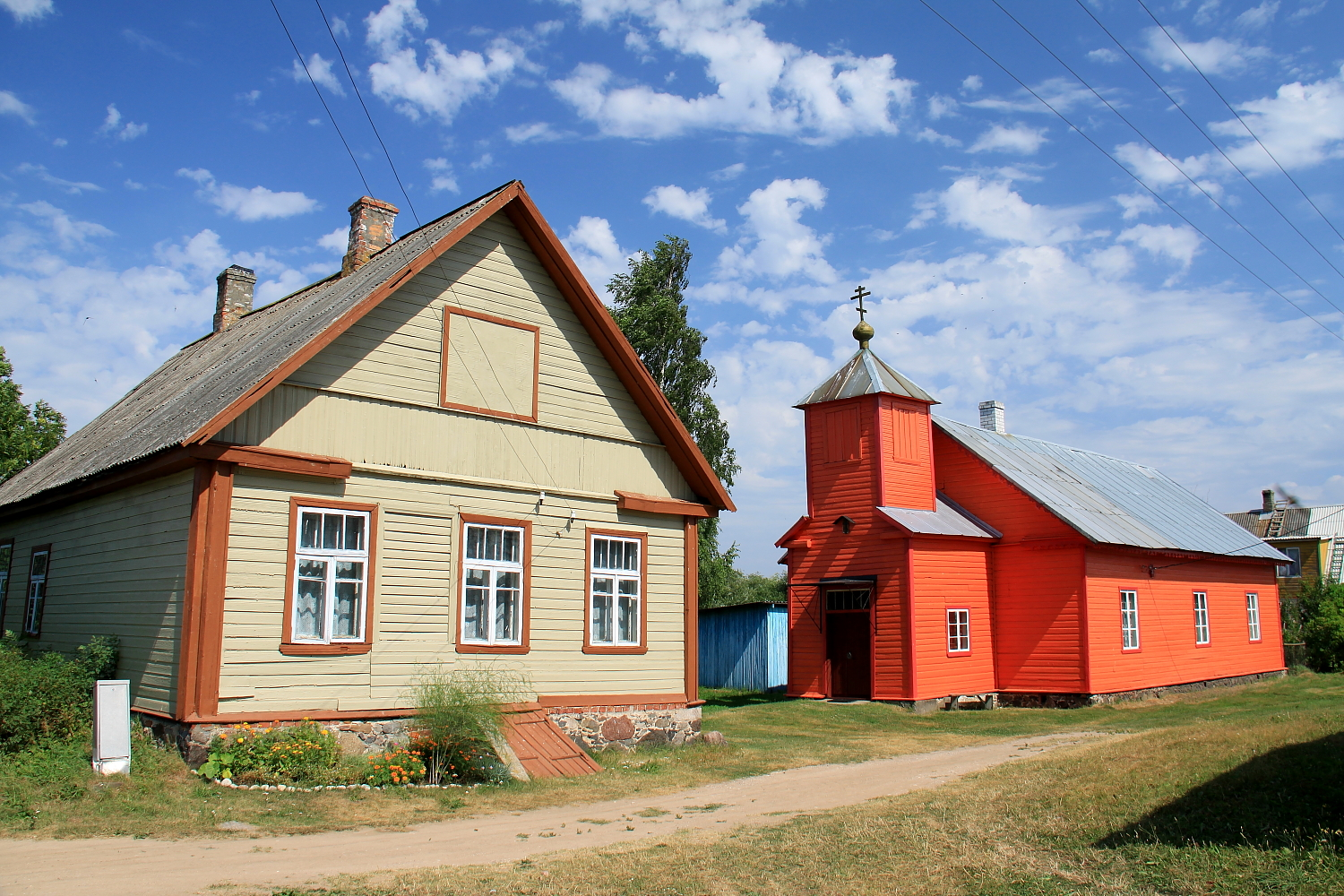
Деревня Сааре